# Manuel Palafox
Pour les articles homonymes, voir Palafox et Général Palafox.
Le général Manuel Palafox (1886-1959) est un militaire mexicain qui a participé à la révolution mexicaine. 

## Jeunesse
Il est né dans la ville de Puebla vers 1886. Étudiant-ingénieur dans sa ville natale, il travaille pour diverses compagnies, d'Oaxaca à Sinaloa. Il rencontre Emiliano Zapata en octobre 1911, quand il était homme de confiance dans les haciendas, Palafox est envoyé par un propriétaire pour soudoyer Zapata.

## Révolution
Fait prisonnier, il gagne peu à peu la confiance de Zapata. En 1912, il est chargé de parler avec Emilio Vázquez Gómez, alors exilé dans le Texas. À son retour, il consolide sa position dans le contrôle des affaires du mouvement. 

## Convention
Quand les Zapatistes entrent dans Mexico, Palafox manœuvre pour figurer dans le gouvernement de Convention. En décembre 1914, il est désigné secrétaire à l'agriculture et à la colonisation, charge qu'il exerce dans les cabinets de Eulalio Gutiérrez Ortiz, Roque González Garza et Francisco Lagos Cházaro, où il mène à bien la politique agraire du mouvement zapatiste. À partir de 1915, il organise son secrétariat, fonde des écoles régionales d'agriculture, crée un bureau spécial pour la répartition des terres, et désigne les jeunes agronomes de l'Ecole nationale d'agriculture. Le 28 octobre 1915, il promulgue la loi agraire dont il est le maître d'œuvre.

## Dernières années
En 1918, il est destitué de son poste de principal émissaire zapatiste. Il lance un manifeste contre Emiliano Zapata et invite les Sudistes à s'unir en un mouvement agraire qu'il organise. Mais les principaux chefs restèrent fidèles à Zapata. En 1920 il se joint à l'unification révolutionnaire et entre dans l'armée mexicaine. Il meurt en 1959.